# Craterocephalus pimatuae
Craterocephalus pimatuae is een straalvinnige vissensoort uit de familie van de koornaarvissen (Atherinidae). De wetenschappelijke naam van de soort is voor het eerst geldig gepubliceerd in 1991 door Crowley, Ivantsoff & Allen.